# Grundvattenyta
Grundvattenyta är den vattenyta i marken som bildas i jämvikt med atmosfärstrycket. Vid grundvattenytan är tryckpotentialen 0. Grundvattenytan är ingen fri vattenyta, men utgör ändå själva gränsen mellan grundvattnet och markvattnet.
För att ta reda på grundvattenytans läge, kan man borra ett djupt hål eller gräva en djup grop i marken. Sedan får markvattnet ställa sig i jämvikt med atmosfären under något eller några dygn. Den vattenyta som då bildas i hålet/gropen är då själva grundvattenytan.